# Caturixek
Caturixek, alig ismert ókori gall törzs Gallia Narbonensisben. Fővárosuk Eburodunum, a mai Embrun volt. Iulius Caesar a „De bello Gallico" című munkája egy helyén említi őket.